# Muralles de Cardona
La muralla de Cardona fou un perímetre defensiu bastit al voltant de la vila de Cardona a l'època medieval.

## Descripció
La muralla de Cardona fou construïda en el decurs del segle xiii com a perímetre defensiu de la vila i per delimitar-la del seu entorn agrari. L'absència inicial de muralles s'explica per la proximitat del castell de Cardona que oferia refugi als vilatans en cas de necessitat.

### El primer recinte emmurallat
El control de la vila primigènia es va refermar amb el bastiment de diverses torres situades en els punts topogràfics dominants que envoltaven el nucli urbà per la seva zona septentrional en direcció est-oest. Dues es localitzaven amb els noms de la Bestorra i la Fortesa, a l'àrea coneguda com el Coll o la Serra, en els emplaçaments ocupats en l'època moderna per l'Hospital de Sant Jaume i el convent franciscà de Sant Dídac. Les altres dues es trobaven a la zona dels Collars (actual turó de la Pietat), a banda i banda del camí de Calaf, i eren conegudes com les Torres. L'emplaçament de totes quatre defenses responia a la voluntat de cobrir els flancs nord i occidental de la vila de possibles atacs a manera de torres albarranes o avançades.
Es calcula una longitud del mur d'uns 1500 metres, amb una amplada d'1-2 metres i una alçada de 3-6 metres. La zona emmurallada tenia una superfície d'11.848 hectàrees, amb un increment molt gran respecte de la superfície de la vila primigènia.

### Les muralles gòtiques
Com a conseqüència de l'augment demogràfic experimentat a la segona meitat del segle xiii, en el marc del cicle expansiu viscut per l'economia catalana en el decurs dels regnats de Jaume I (1213-1276) i de Pere II (1276-1285), el perímetre defensiu que encerclava el nucli de la vila primigènia va ser desbordat per cinc nous ravals (La Serra, Capdevila, Cambres, Soldevila i Graells). En començar el segle xiv, el vescomte Ramon Folc VI ja va plantejar una àmplia reforma a les muralles del castell i vila. Tanmateix, el tancament definitiu dels nous ravals no es va produir fins a la segona meitat del segle xiv. Entre els anys 1372 i 1381, consta l'existència d'un administrador per a les obres de les muralles. Les obres es van perllongar al llarg de tota la dècada de 1390 i no van ser concloses del tot fins al 1420.

### Els portals d'accés
Els accessos es feien a través dels quatre portals majors estaven situats segons els punts cardinals: Portal de Graells o Portal de Santa Maria, Portal de Barcelona o Portal de Nostra Senyora de la Pietat, Portal de Sant Miquel o Portal de Capdevila i Portal de Fluges o Portal d'en Fortesa o de Sant Roc. Alhora també existien quatre portals de menors dimensions (portalets o portelles) per permetre la comunicació amb indrets propers de la vila. Aquests portals menors foren el Portal de Fontcalda, el Portalet de la Pomalla, el Portalet del Vall i el Portalet de la Fira.
Tots els portals eren bastits amb pedra i calç i la seva morfologia responia a l'adaptació defensiva de la topografia a encerclar.

## Actualitat
En l'actualitat gairebé la totalitat de la muralla ha estat derruïda, quedant dempeus només trossos de muralla i un portal dels construïts per donar accés, el Portal de Graells.